# Moreirense F.C.
Moreirense Futebol Clube là một câu lạc bộ bóng đá chuyên nghiệp Bồ Đào Nha có trụ sở tại Moreira de Cónegos, thành phố Guimarães, Minho. Được thành lập vào ngày 1 tháng 11 năm 1938, đội hiện thi đấu ở Primeira Liga và có sân nhà tại Parque de Jogos Comendador Joaquim de Almeida Freitas.

## Cầu thủ

### Đội hình hiện tại
Tính đến ngày 30/1/2024
Ghi chú: Quốc kỳ chỉ đội tuyển quốc gia được xác định rõ trong điều lệ tư cách FIFA. Các cầu thủ có thể giữ hơn một quốc tịch ngoài FIFA.
| Số | VT | Quốc gia         | Cầu thủ                   |
| -- | -- | ---------------- | ------------------------- |
| 2  | HV | Brasil           | Fabiano                   |
| 3  | HV | Brasil           | Carlos Henrique           |
| 6  | TV | Bồ Đào Nha       | Ismael                    |
| 7  | TĐ | Brasil           | Matheus Aiás              |
| 8  | TV | Bồ Đào Nha       | André Castro              |
| 9  | TĐ | Guinea Xích Đạo  | Luís Asué                 |
| 10 | TV | Bồ Đào Nha       | Pedro Aparício            |
| 11 | TV | Brasil           | Alan                      |
| 12 | TM | Bồ Đào Nha       | Mika                      |
| 13 | HV | Sénégal          | Alhassane Sylla           |
| 14 | HV | Cabo Verde       | Carlos Ponck              |
| 17 | TĐ | Curaçao          | Jeremy Antonisse          |
| 18 | HV | Bồ Đào Nha       | Pedro Amador (đội trưởng) |
| 19 | TĐ | Bồ Đào Nha       | João Camacho              |
| 21 | TĐ | Cộng hòa Nam Phi | Kobamelo Kodisang         |

| Số | VT | Quốc gia     | Cầu thủ                             |
| -- | -- | ------------ | ----------------------------------- |
| 22 | TM | Brasil       | Caio Secco                          |
| 23 | HV | Hà Lan       | Godfried Frimpong                   |
| 26 | HV | Brasil       | Maracás                             |
| 28 | TĐ | Guiné-Bissau | Hernâni                             |
| 31 | TĐ | Brasil       | Madson                              |
| 32 | TĐ | Brasil       | Vinícius Mingotti                   |
| 40 | TM | Brasil       | Kewin                               |
| 44 | HV | Brasil       | Marcelo                             |
| 45 | TV | Bồ Đào Nha   | Miguel Rebelo                       |
| 66 | HV | Bồ Đào Nha   | Gilberto Batista                    |
| 76 | HV | Bồ Đào Nha   | Dinis Pinto                         |
| 80 | TV | Ghana        | Lawrence Ofori                      |
| 88 | TV | Bồ Đào Nha   | Gonçalo Franco                      |
| 90 | TĐ | Bồ Đào Nha   | Rodrigo Macedo (on loan from Braga) |